# Montgaillard, Aude
Montgaillard là một xã của Pháp, nằm ở tỉnh Aude trong vùng Occitanie.
Người dân địa phương trong tiếng Pháp gọi là Montgaillardais.

## Hành chính
| Danh sách các xã trưởng                |           |               |      |         |
| Giai đoạn                              | Giai đoạn | Tên           | Đảng | Tư cách |
| tháng 3 năm 2001                       | 2014      | Alain Gaichet |      |         |
| Tất cả các dữ liệu trước đây không rõ. |           |               |      |         |

## Thông tin nhân khẩu
| 1793 | 1800 | 1806 | 1821 | 1831 | 1836 | 1841 | 1846 | 1851 |
| ---- | ---- | ---- | ---- | ---- | ---- | ---- | ---- | ---- |
| 138  | 194  | 202  | 192  | 207  | 243  | 239  | 231  | 220  |

| 1856 | 1861 | 1866 | 1872 | 1876 | 1881 | 1886 | 1891 | 1896 |
| ---- | ---- | ---- | ---- | ---- | ---- | ---- | ---- | ---- |
| 207  | 208  | 204  | 199  | 175  | 167  | 163  | 168  | 168  |

| 1901 | 1906 | 1911 | 1921 | 1926 | 1931 | 1936 | 1946 | 1954 |
| ---- | ---- | ---- | ---- | ---- | ---- | ---- | ---- | ---- |
| 138  | 132  | 140  | 121  | 103  | 105  | 93   | 80   | 73   |

| 1962                                         | 1968 | 1975 | 1982 | 1990 | 1999 | - | - | - |
| -------------------------------------------- | ---- | ---- | ---- | ---- | ---- | - | - | - |
| 57                                           | 44   | 37   | 34   | 51   | 51   | - | - | - |
| Số liệu kể từ 1962 : dân số không tính trùng |      |      |      |      |      |   |   |   |

Graphique d'évolution de la population 1794-1999